# Балливильям
Балливильям (англ. Ballywilliam; ирл. Baile Liam) — деревня в Ирландии, находится в графстве Уэксфорд (провинция Ленстер) рядом с региональной трассой R731. Население — 100—200? человек (по приближённой оценке).
Местная железнодорожная станция была открыта в 1862 году и закрыта в 1963; некогда она была первой железнодорожной станцией в Уэксфорде.